# 森下広人
森下 広人（もりした ひろと）は、日本の音響監督。叶音所属。
以前はグロービジョンに所属していた。

## 参加作品
※特筆のないものは、全て音響監督としての参加

### テレビアニメ
2008年
- スレイヤーズREVOLUTION（音響制作担当）
- まかでみ・WAっしょい!（音響制作担当）
- 我が家のお稲荷さま。（音響制作担当）

2009年
- うみものがたり～あなたがいてくれたコト～（音響制作担当）
- かなめも（音響制作担当）
- スレイヤーズEVOLUTION-R（音響制作担当）
- 生徒会の一存（音響制作）

2011年
- べるぜバブ（音響制作担当）

2012年
- 獣旋バトル モンスーノ（音響演出助手）

2014年
- お姉ちゃんが来た
- 大図書館の羊飼い
- ブレイドアンドソウル

2015年
- モンスター娘のいる日常

2016年
- 蒼の彼方のフォーリズム
- スカーレッドライダーゼクス
- ハイスクール・フリート
- 不機嫌なモノノケ庵
- ろんぐらいだぁす!

2017年
- 喧嘩番長 乙女-Girl Beats Boys-
- sin 七つの大罪（録音監督）
- セントールの悩み
- ひとりじめマイヒーロー

2018年
- ISLAND
- あかねさす少女
- 閃乱カグラ SHINOVI MASTER -東京妖魔篇-
- 百錬の覇王と聖約の戦乙女
- メルヘン・メドヘン

2019年
- なんでここに先生が!?
- 戦×恋

2020年
- 球詠
- ぼくのとなりに暗黒破壊神がいます。
- 無能なナナ
- くまクマ熊ベアー
- ひぐらしのなく頃に業

2021年
- 俺だけ入れる隠しダンジョン
- 精霊幻想記
- 最果てのパラディン

2022年
- トモダチゲーム
- 勇者、辞めます
- であいもん
- シャインポスト
- 農民関連のスキルばっか上げてたら何故か強くなった。
- 不徳のギルド

2024年
- ループ7回目の悪役令嬢は、元敵国で自由気ままな花嫁生活を満喫する
- 杖と剣のウィストリア

2025年
- 一瞬で治療していたのに役立たずと追放された天才治癒師、闇ヒーラーとして楽しく生きる
- 無職の英雄 別にスキルなんか要らなかったんだが

### 劇場アニメ
2020年
- 劇場版 ハイスクール・フリート

### OVA
2012年
- 堀さんと宮村くん

2015年
- ハンツー×トラッシュ

### Webアニメ
- モンスター娘のいる日常 ほぼ毎日◯◯！生っぽい動画

### ゲーム
- Fate/hollow ataraxia（PS vita版） ※榎本覚と連名

### ドラマCD
- これはゾンビですか?

### 吹替演出
- F.R.A.T./戦慄の武装警察